# بقایای باستان‌شناسی معبد اورشلیم

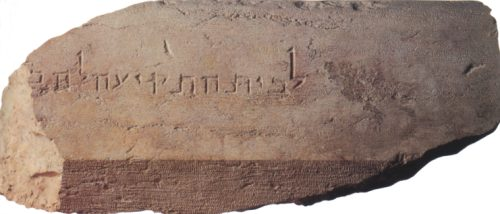
کتیبه محل شیپور، سنگی به ابعاد (۲٫۴۳×۱ متر) با نوشته‌ای عبری "محل شیپور" که در حفاری‌های باستان‌شناسی توسط بنیامین مزار در پای جنوبی حرم شریف کشف شد، این سنگ در دورهٔ هرودیان محل ایستادن روحانی را نشان می‌داده تا در آنجا بایستد و در شیپور نواخته آغاز سبت را اعلام کند.

نمونه‌های متنوعی از بقایای باستان‌شناسی در معبد اورشلیم به دست آمده. برخی غیرمستقیم به معبد سلیمان منتسب می‌شوند و برخی دیگر چالش برانگیزند. شواهد فیزیکی متعددی وجود دارد که معبدی وجود داشته که امروز موسوم به معبد دوم است، و توسط تبعیدیان بازگشته در حدود سال ۵۱۶ پ. م ساخته شده و تا زمان تخریب آن توسط رومیان در سال ۷۰م. پابرجا بود است.

## معبد اول

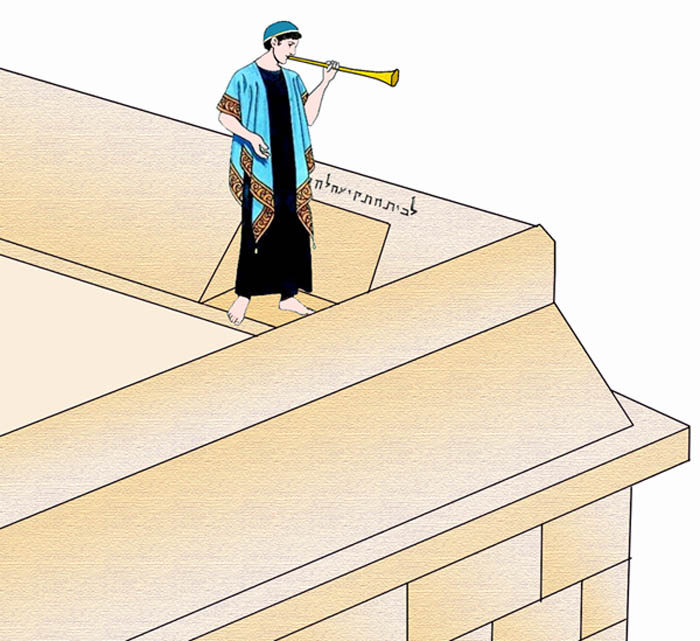
محل شیپور در زمان معبد دوم

اصطلاح معبد اول معمولاً برای توصیف معبد هم دوره با کتاب مقدس استفاده می‌شود و تصور بر این است که در اثر حملهٔ بابلی‌ها ویران شده‌است. در کتاب مقدس آمده‌است که این معبد توسط سلیمان فرمانروای اسرائیل ساخته شده‌است و گفته می‌شود که قدس‌الاقداس معبد بر روی تپه‌ای سنگی که اکنون به عنوان صخره مقدس شناخته می‌شود، ساخته شده‌است که مرکز سنتی عبادت در اورشلیم بوده‌است.

## باستان‌شناسی
به دلیل حساسیت‌های مذهبی و سیاسی موجود، از زمان سفر چارلز وارن بین سال‌های ۱۸۷۰–۱۸۶۷م. هیچ کاوش باستان‌شناسی در این محل انجام نشده و تنها بررسی‌های سطحی محدودی در حرم شریف انجام نشده‌است. در نتیجه، باستان‌شناسان همچنان بر سر وجود معبد سلیمان اختلاف نظر دارند. کتلین کنیون، مدعی است که هیچ مدرک باستان‌شناسی برای وجود معبد سلیمان در دست نیست، اما این دیدگاه توسط ارنست ماری لاپرروزاز به چالش کشیده شده‌است. اسرائیل فینکلشتاین و نیل آشر سیلبرمن معتقدند که اولین معبد یهودی در اورشلیم تا پایان قرن هفتم پیش از میلاد، یعنی حدود سیصد سال پس از حیات سلیمان ساخته نشده‌است. آن‌ها بر این باورند که معبد نمی‌تواند ساختهٔ سلیمان، که آن‌ها معتقدند تنها مدتی کوتاه رئیس بخشی کوهستانی و کوچک بوده‌است، باشد؛ بلکه مدعی هستند که به احتمال زیاد معبد توسط یوشیا، که از سال ۶۰۹ تا ۶۳۹ پیش از میلاد بر یهودا حکومت می‌کرده، ساخته شده‌است. با این حال، آلن آر. میلارد معتقد است که این دیدگاه سطحی و اساساً یک قضاوت ذهنی است. فیلیپ الکساندر بر اساس اطلاعات مدارک مکتوب این دیدگاه سطحی را رد می‌کند.
- یک استراکون (که قبل از سال ۱۹۸۱م. حفاری شده)، که گاهی به آن خانه استراکون یهوه نیز می‌گویند، در تل آراد که متعلق به قرن ششم پیش از میلاد است، کشف شده که به معبدی اشاره می‌کند که احتمالاً همان معبد اورشلیم است.
- یک انار عاج به اندازه انگشت شست، و به ارتفاع ۴۴ میلیمتر (۱٫۷ اینچ) در سال ۱۹۷۹م. کشف شده، که دارای کتیبه‌ای به خط عبری باستانی، به این مضمون "هدیهٔ مقدس برای کاهنان خانهٔ ---h،]" است، و گمان بر این است که این انار زینت‌بخش عصایی بوده‌است که کاهن اعظم در معبد سلیمان استفاده می‌کرده. این مهم‌ترین اثر تاریخی کتاب مقدس موجود در مجموعهٔ موزه اسرائیل به حساب می‌آید.[۵] اگرچه، در سال ۲۰۰۴م. ادارهٔ آثار باستانی اسرائیل این کتیبه را جعلی گزارش کرد، با اینحال قدمت خود انار عاج به قرن ۱۴ یا ۱۳ پیش از میلاد می‌رسد.[۶] دلیل جعلی خواندن کتیبه بر اساس گزارشی بود که بیان می‌کرد سه حرف از کتیبه در نزدیکی شکستگی قدیمی محو شده‌اند، درحالی‌که اگر کتیبه قدیمی می‌بود، می‌بایست این سه حرف از بین می‌رفت. پس از آن اثبات شد که یکی از حروف واقعاً قبل از شکست قدیمی حک شده‌است، ولی وضعیت دو حرف دیگر همچنان مورد تردید است. برخی از خط‌شناسان همچنان اصرار دارند که این کتیبه باستانی است، اما برخی دیگر با آن‌ها مخالفند، بنابراین صحت این نوشته هنوز محل بحث است.[۷]
- مصنوع دیگر، کتیبه یهوآش است، که اولین بار در سال ۲۰۰۳م. مورد توجه قرار گرفت، این کتیبه حاوی شرحی ۱۵ خطی از بازسازی معبد در قرن نهم پیش از میلاد توسط پادشاه یهوآش است. اما در گزارشی که از سوی ادارهٔ آثار باستانی اسرائیل منتشر شد، آمده‌است که سطح زنگار روی این کتیبهٔ سنگی حاوی ریز فسیل‌هایی از روزن‌داران است، و از آنجا که این فسیلها در آب حل نمی‌شوند، پس نمی‌توانند بر روی زنگار سنگی از جنس کربنات کلسیم وجود داشته باشند. این شواهد سبب شد که محققان اولیه به این نتیجه برسند که زنگار می‌بایست ترکیبی شیمیایی و مصنوعی باشد که توسط جاعلان در محل حکاکی حروف روی سنگ اعمال شده. از اواخر سال ۲۰۱۲م. جامعهٔ دانشگاهی در مورد صحت این تبلت اختلاف نظر داشتند. هرشل شنکس بنیانگذار و سردبیر پیشین مجلۀ باستان‌شناسی کتاب مقدس (که اعتقاد بر واقعی بودن کتیبه دارد) در اکتبر ۲۰۱۲م. براساس گزارش منتشر شدهٔ زمین‌شناسان مبنی بر اصالت کتیبه، نوشت؛ تا به حال اکثر دانشمندان عبری زبان معتقدند که کتیبه جعلی است، اما زمین‌شناسان معتقدند که کتیبه اصیل است. در نتیجه «از آنجا که ما به نظرات کارشناسان متکی هستیم، و به دلیل اینکه در این مورد ظاهراً اختلاف نظر کارشناسان غیرقابل حل است، این مجله (BAR) هیچ موضعی در مورد صحت و سقم کتیبهٔ یهوآش اتخاذ نکرده‌است.»[۸]
- تا سال ۲۰۰۶م. پروژه غربالگری حرم شریف، مصنوعات متعدد مربوط به قرون ۷ تا ۸ پیش از میلاد را از انباشت‌های حاصل از حفاری اصطبل سلیمان، توسط مؤسسه اسلامی وقف در حرم شریف، بازیابی کرد. این یافته‌ها شامل وزنه‌های سنگی برای وزن کردن نقره و یک پلمپ گلی مربوط به دورهٔ اول معبد با نقش مهر است که حاوی نوشته‌های عبری باستانی است و نام نتانیاهو بن یاوش در آن آمده‌است. نتانیاهو نامی است که چندین بار در کتاب ارمیا آمده، در حالی که نام یاوش در مکتوبات لاچیش آمده؛ در نتیجه ترکیب این اسامی برای دانشمندان روشنگر نبود.[۹][۱۰]
- مصنوعات مکشوفه در سال ۲۰۰۷م. مربوط به قرون ۶ تا ۸ پیش از میلاد، اولین شواهد باستان‌شناسی از حضور انسان در حرم شریف در دورهٔ اول معبد توصیف شده. یافته‌ها شامل استخوان‌های حیوانات، لبه و بدنهٔ ظروف سفالی، پایهٔ یک کوزهٔ کوچک که برای ریختن روغن استفاده می‌شده. دستهٔ یک کوزهٔ کوچک؛ و لبهٔ ظروف ذخیره.[۱۱][۱۲]

## شواهد باقی‌مانده از معبد دوم
اصطلاح معبد دوم معرف ساختمانی است که به قول کتاب مقدس بعد از به قدرت رسیدن کوروش کبیر در ایران و بنیانگذاری شاهنشاهی هخامنشی در سال ۵۵۹پ. م. ساخته شده. که در نتیجه به قدرت رسیدن کوروش معبد و شهر اورشلیم بازسازی شده. شواهد فیزیکی وجود این معبد بسیار است. این بنا در سال ۵۱۶پ. م. و ۴۳ سال پس از به قدرت رسیدن کوروش توسط تبعیدیان بازگشته از بابل تحت رهبری عزرا و نحمیا ساخته شد و ساختمان آن در زمینی بسیار وسعی‌تر قرار دارد. بنای معبد دوم حداقل دو بار دیگر توسعه یافته، یک بار در زمان سلسله حشمونیان و بار دیگر در زمان هرود کبیر، که آن را به یکی از بزرگ‌ترین سازه‌های ساخته شده در جهان باستان تبدیل کرد.

### توسعهٔ دورهٔ حشمونیان
سلسله حشمونیان سکوی معبد مربعی ۵۰۰ ذراعی را به سمت جنوب توسعه دادند. سنگ‌های ساختمانی حشمونیان در دیوار شرقی، متمایز و قابل مشاهده است.

### توسعهٔ دورهٔ هرودیایی
توسعهٔ عظیم معبد دوم توسط هرودیان در زمان عیسی مسیح اتفاق افتاد.

#### کتیبه‌ها
کتیبهٔ محل شیپور و کتیبۀ هشدار معبد، بقایایی از توسعهٔ هرودیایی حرم شریف هستند. هر دو سنگ نوشته در موزه اسرائیل به نمایش گذاشته شده‌اند.
در زمان معبد دوم، ورود به کوه حرم شریف با مجموعه‌ای پیچیده از قوانین خلوص محدود می‌شد و کسانی که از قوم یهود نبودند از ورود به صحن داخلی معبد منع می‌شدند. نوشتهٔ حکاکی شده با خط یونیسیال یونانی، بر روی سنگ‌تراش خورده‌ای به ابعاد ۶۰×۹۰ سانتی‌متر، در سال ۱۸۷۱م. نزدیک به دادگاهی، در کوه معبد در اورشلیم کشف شد، که این ممنوعیت را هشدار می‌دهد:
ΜΗΟΕΝΑΑΛΛΟΓΕΝΗΕΙΣΠΟ
REYESOAIENTOSTOUPE
ΡΙΤΟΙΕΡΟΝΤΡΥΦΑΚΤΟΥΚΑΙ
ΠΕΡΙΒΟΛΟΥΟΣΔΑΝΛΗ
ΦΘΗΕΑΥΤΩΙΑΙΤΙΟΣΕΣ
ΤΑΙΔΙΑΤΟΕΞΑΚΟΛΟΥ
ΘΕΙΝΘΑΝΑΤΟΝ

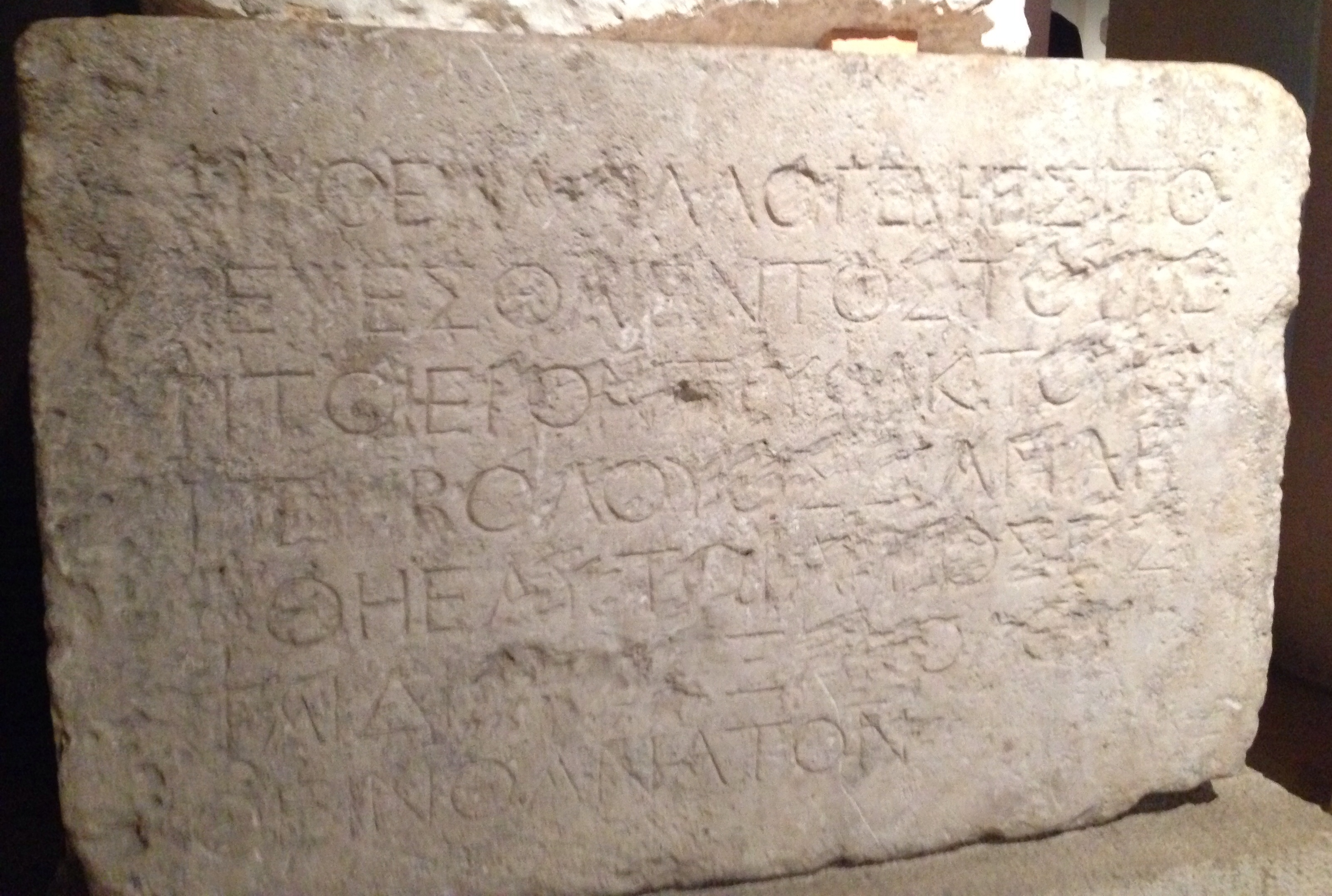
کتیبهٔ هشدار معبد اورشلیم

ترجمه: «به هیچ خارجی اجازه ندهید داخل محجر و قسمتی محصور محوطه معبد وارد شود. هر متخلفی دستگیر شود، مسئول مرگ خود خواهد بود.» امروزه این سنگ در موزه باستان‌شناسی استانبول نگهداری می‌شود.

#### دیوارها
دیوارهای عظیمی در بخش زیرین هیرودین در بخش‌های شمالی، شرقی، جنوبی و غربی باقی‌مانده‌است.

#### سازه‌های زیر سکوی معبد
اصطبل‌های سلیمان نامی است که در قرون بعدی به سازهٔ طاق‌دار زیرزمینی عظیمی داده شد که توسط مهندسان هرودین ساخته شد بود.

#### سنگ‌فرش
بخش‌هایی از سنگفرش‌های هرودیایی در مکان‌های مختلف در حرم شریف باقی مانده‌است.

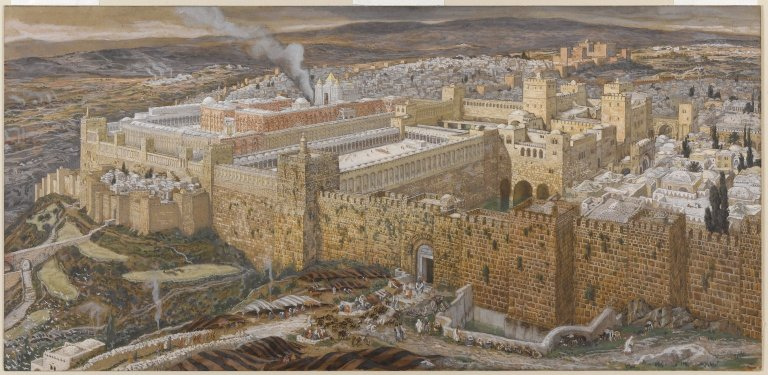
جیمز تیسوت - بازسازی اورشلیم و معبد هرود - موزه بروکلین
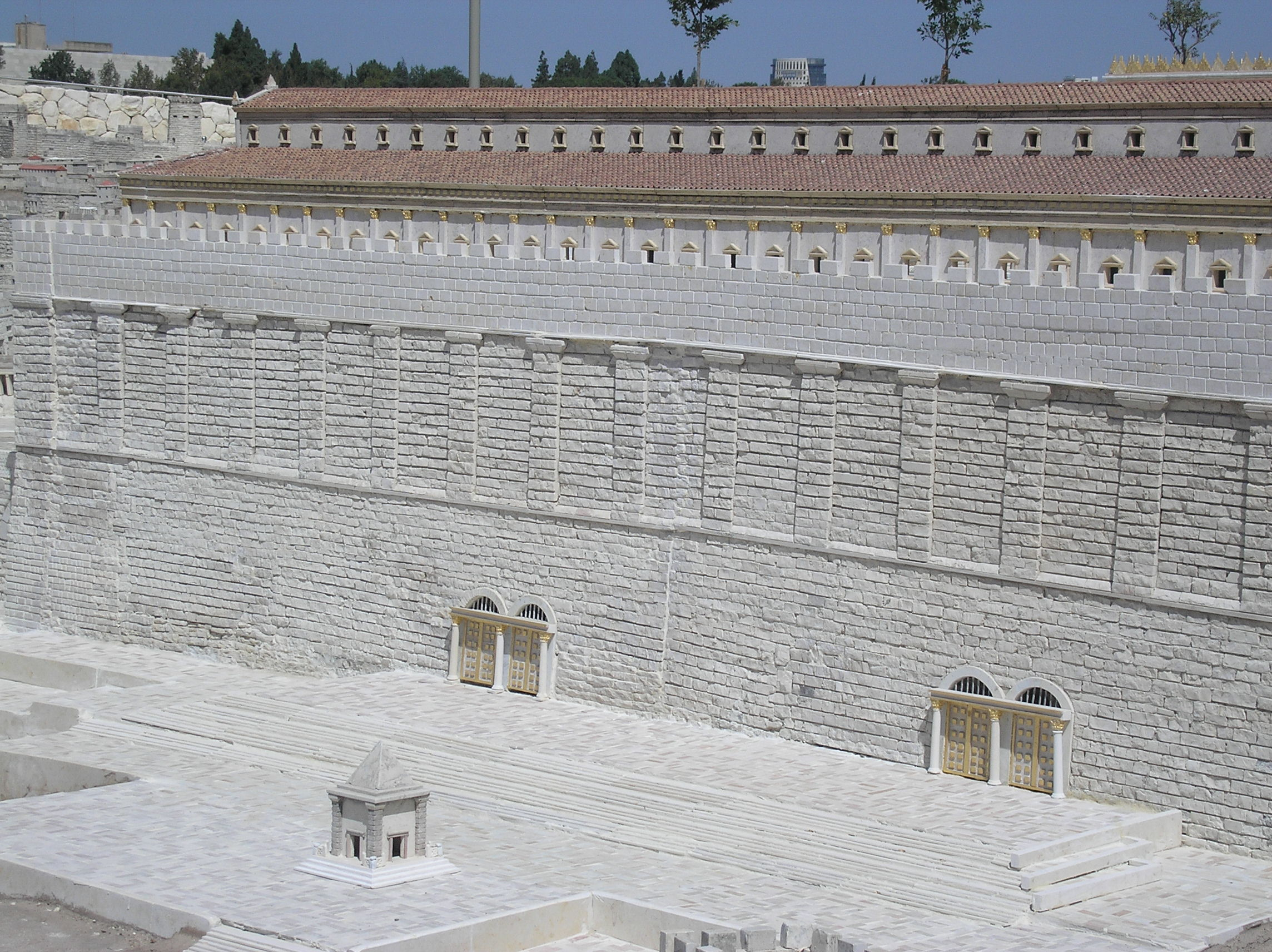
مدلی از دیوار جنوبی و ستون سلطنتی یا استوا
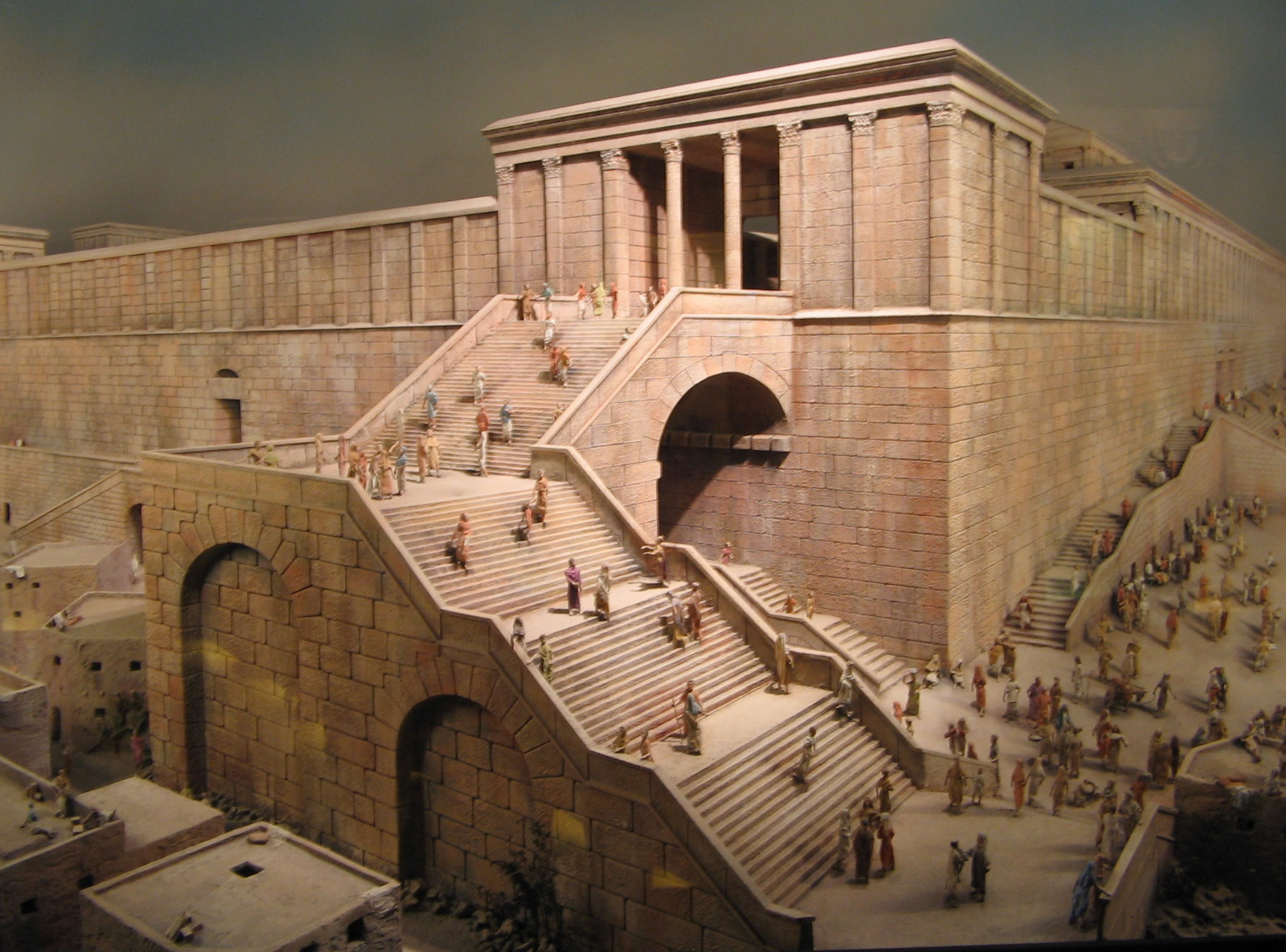
مدل پیشنهادی بازسازی طاق رابینسون
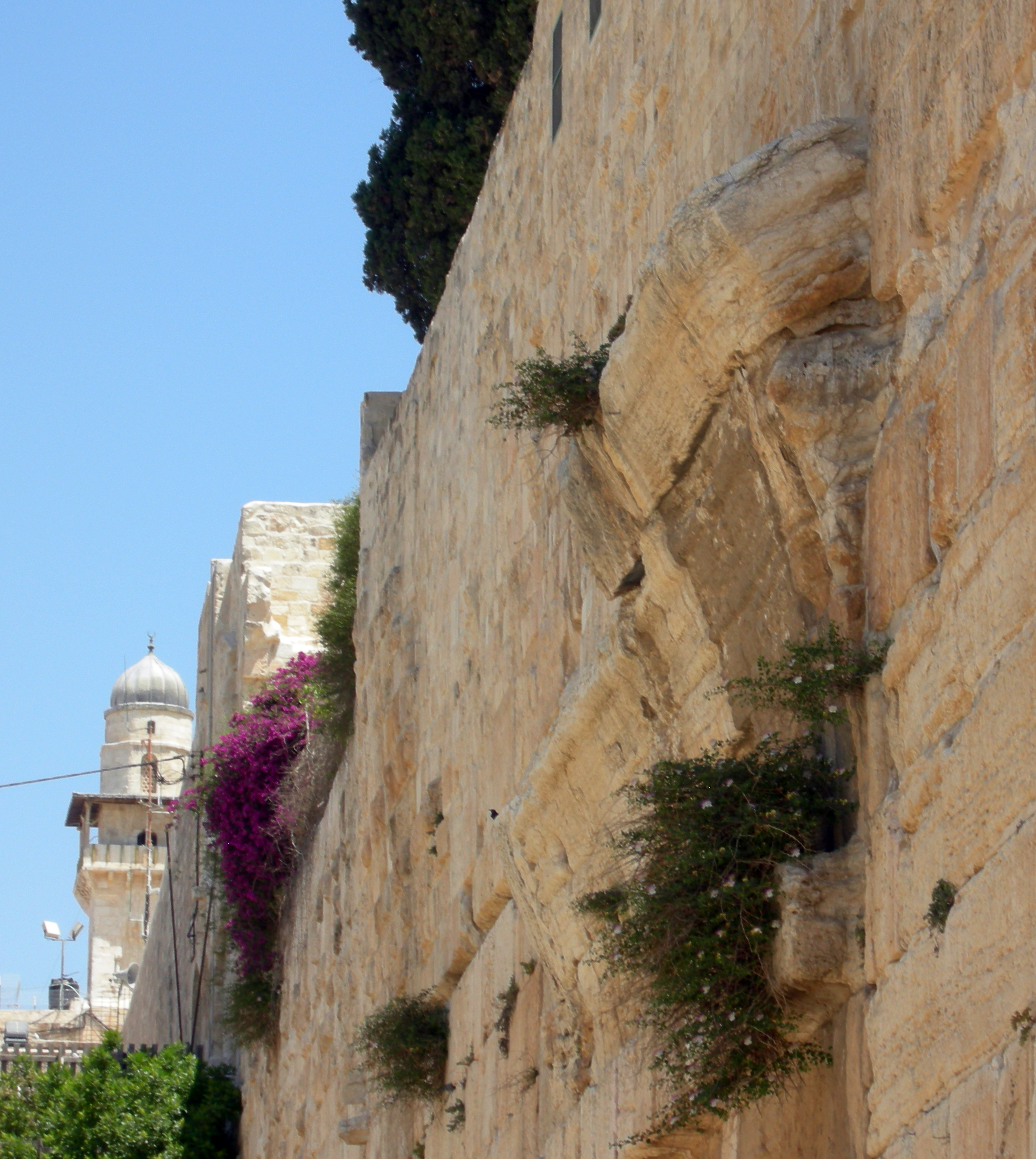
طاق رابینسون - بقایای ورودی ساخته شده توسط هرود به کلوناد سلطنتی
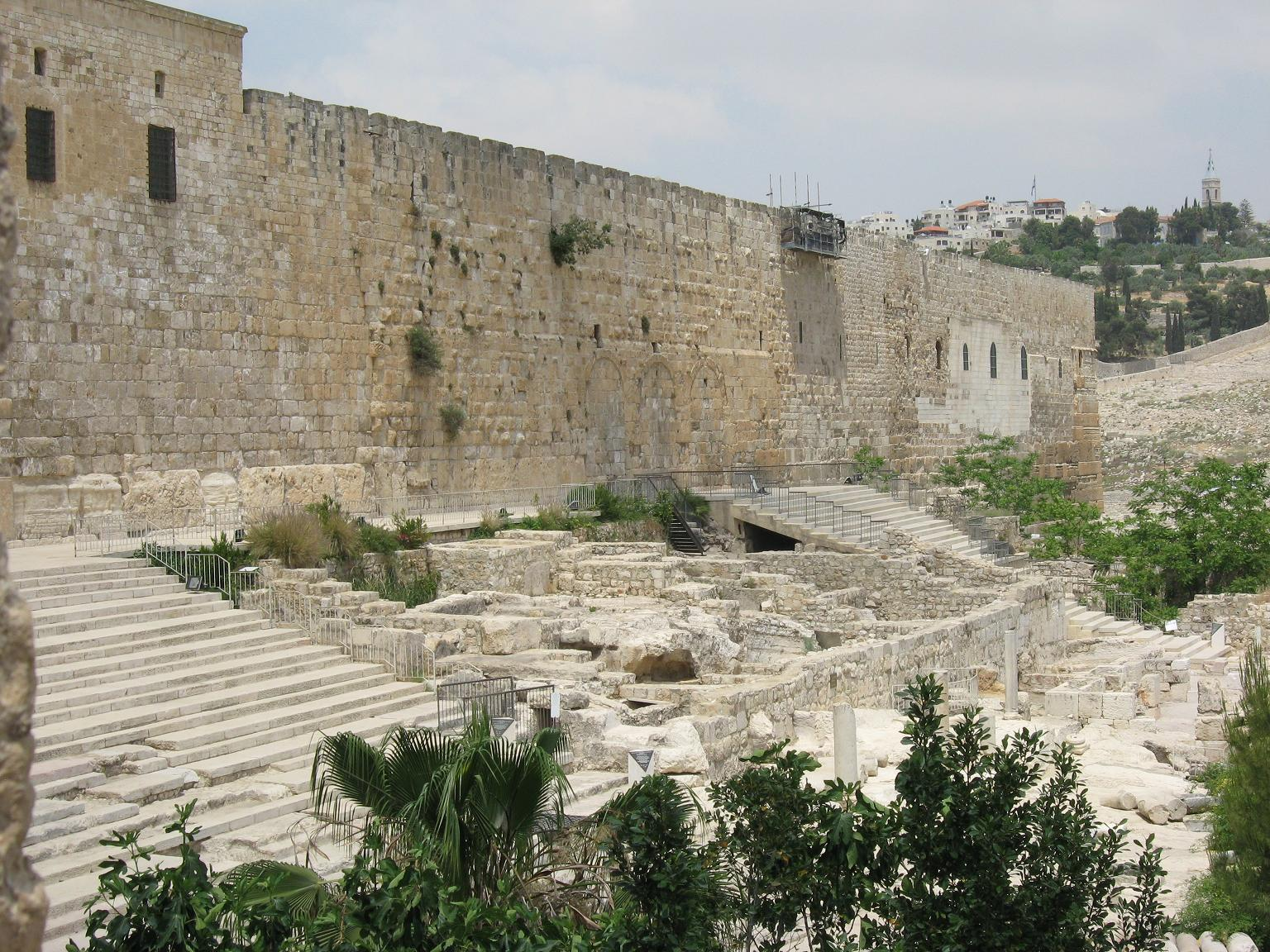
بخش شرقی دیوار جنوبی حرم شریف
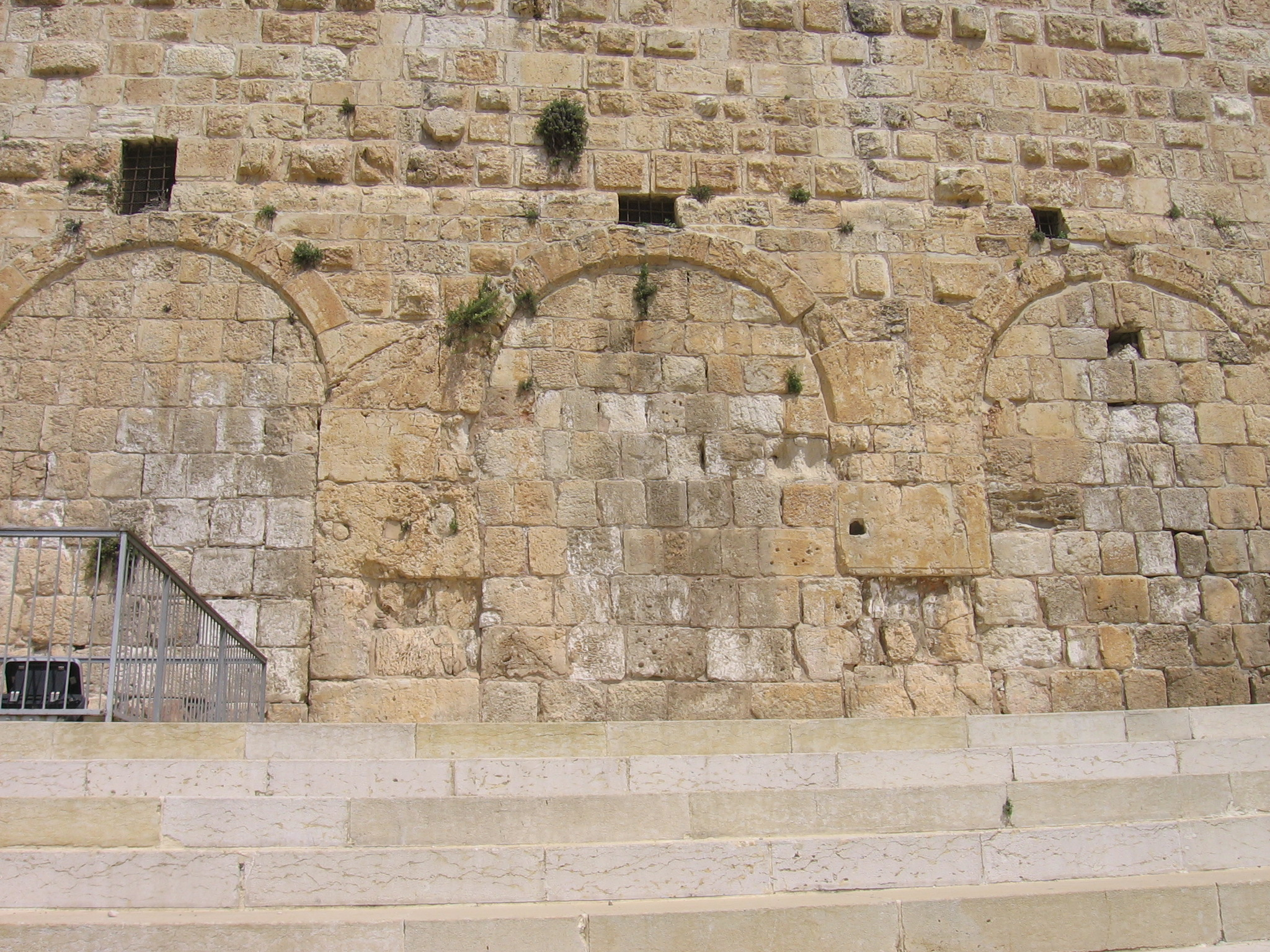
بقایای دروازه‌های هولدا
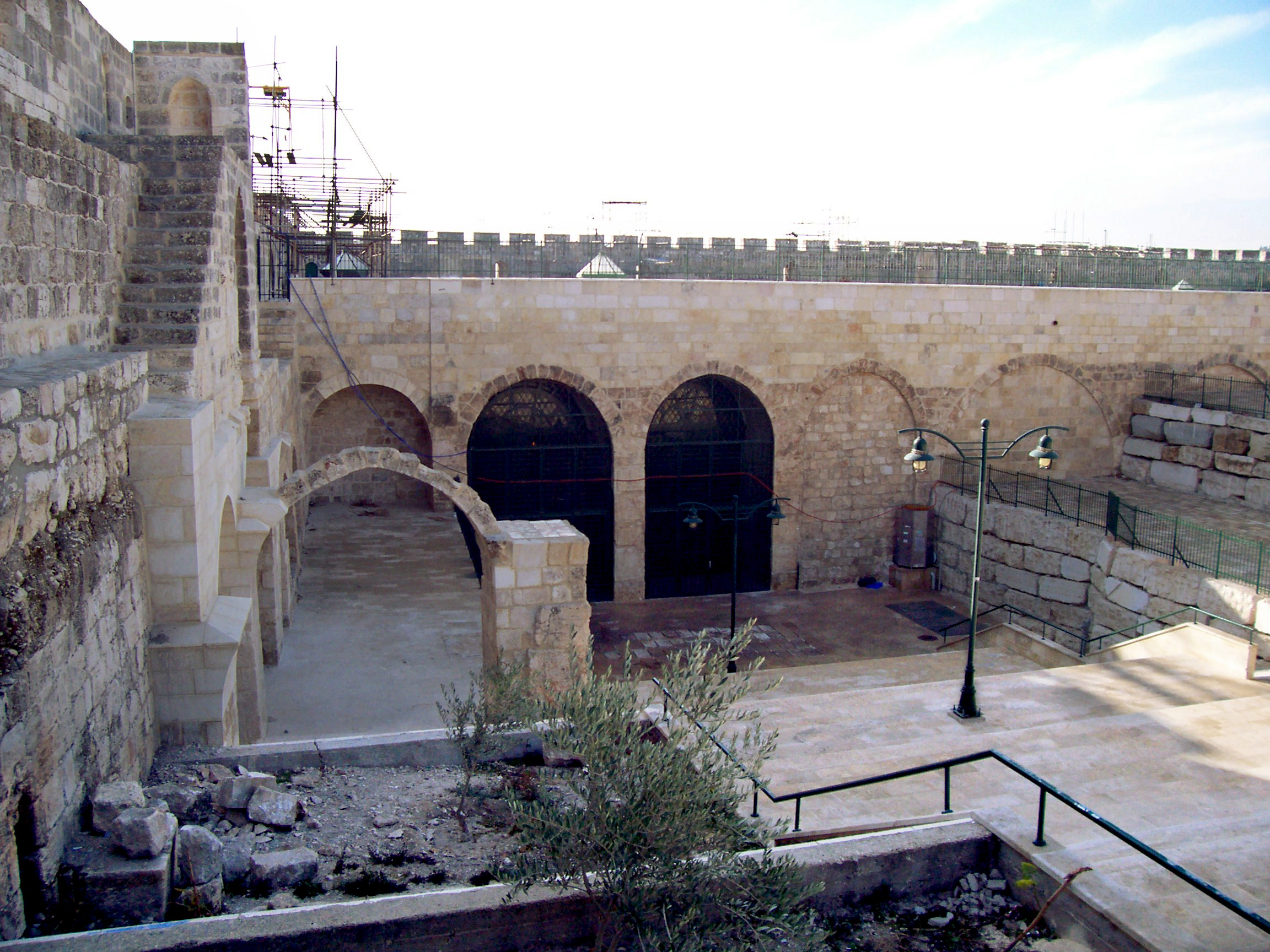
مسجد مروانی در محل اصطبل سلیمان
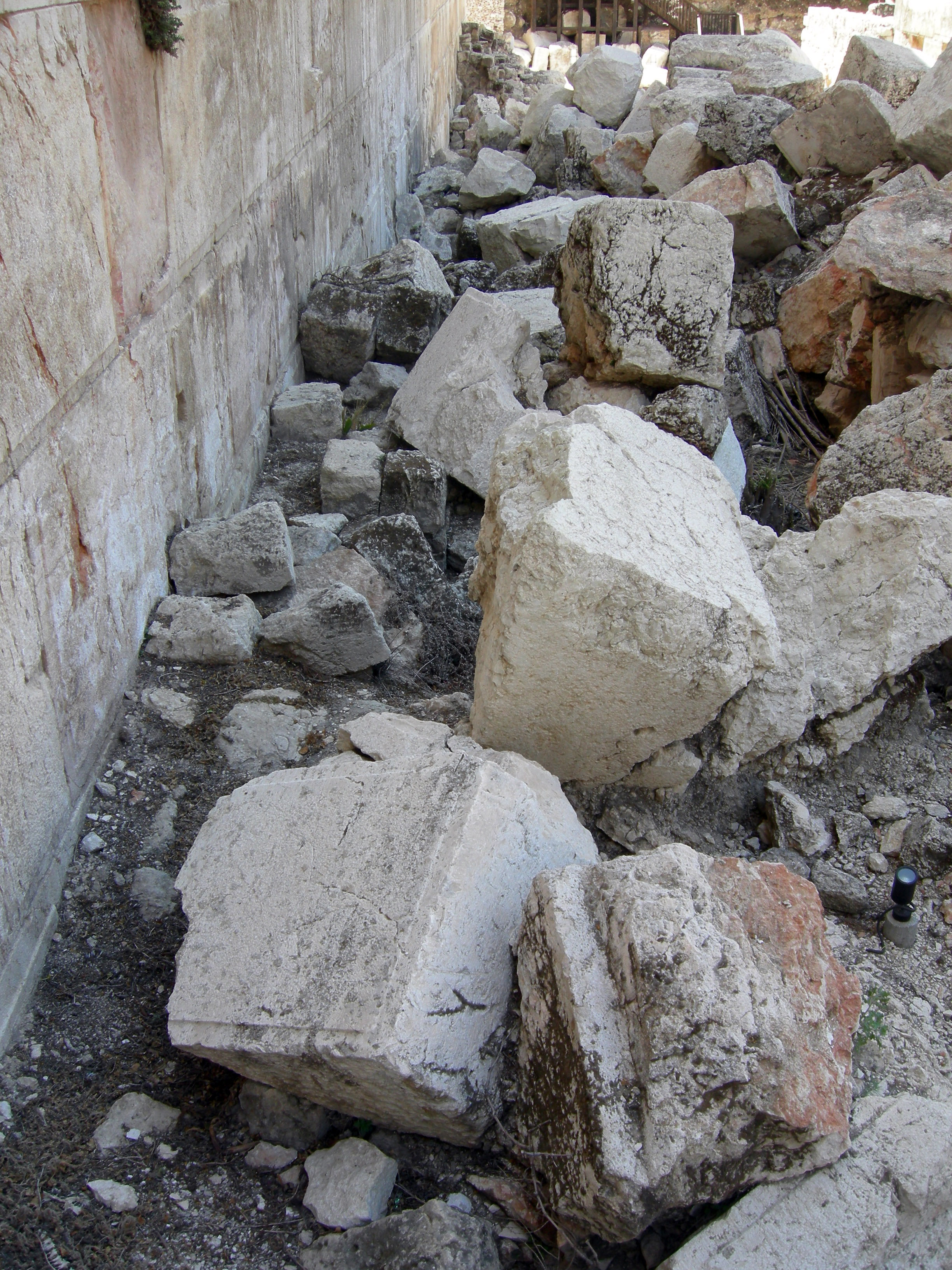
سنگ‌هایی از دیوار غربی که توسط سربازان رومی در سال ۷۰م. به پایین پرتاب شده.
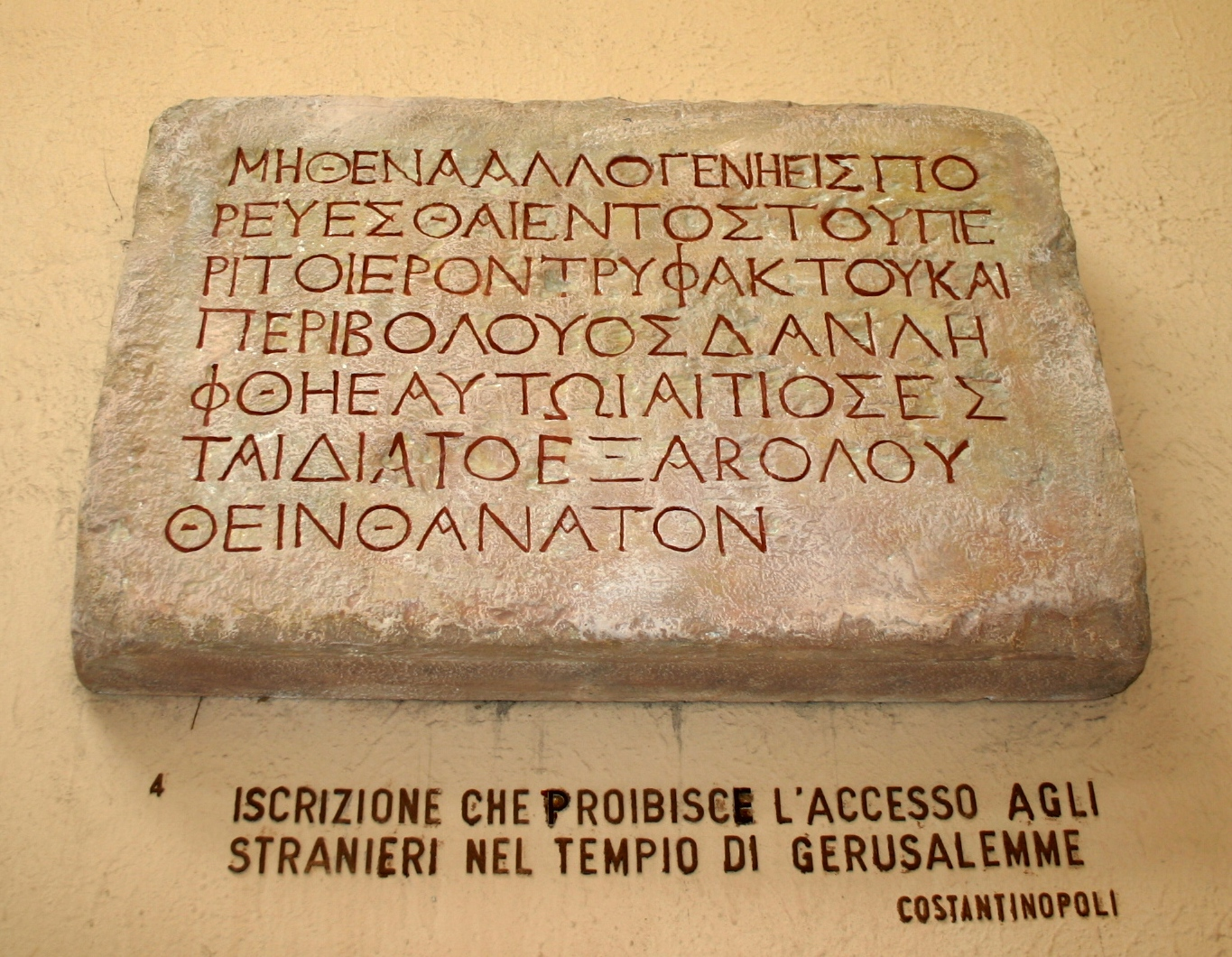
نسخه‌ای از کتیبه که در سال ۱۸۷۱م. کشف شد.
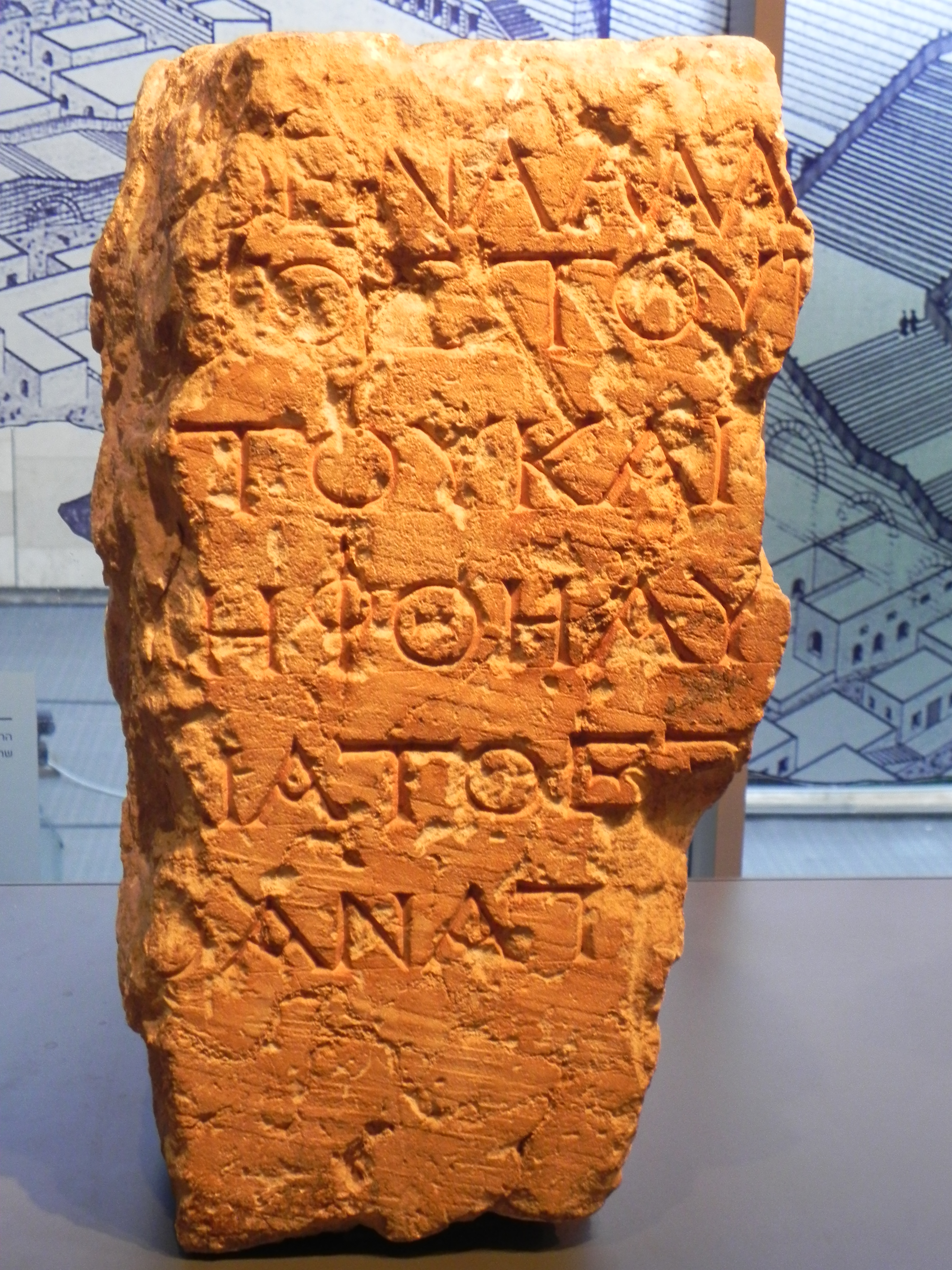
بخشِ دوم کتیبهٔ هشدار معبد

## ساختارهای باستانی مجهول
چاه ارواح در زیر سنگ بنای معبد، که قدمت بسیاری دارد، هرگز توسط باستان‌شناسان زیر مجموعه بنیاد اسلامی وقف باز نشده‌است.